# Chromate d'argent
Le chromate d'argent est un sel de l'argent, il a pour formule brute Ag2CrO4. Il se présente sous forme de cristaux de couleur brun-rouge distincte. Le composé est insoluble et sa précipitation indique la réaction entre les sels précurseurs de chromate solubles et d'argent (communément potassium/chromate de sodium avec nitrate d'argent),,. Cette réaction est importante pour deux utilisations en laboratoire : en chimie analytique, elle constitue la base de la méthode de Mohr en argentométrie, tandis qu'en neurosciences, elle est utilisée dans la méthode de Golgi pour la coloration des neurones en microscopie.
En plus de ce qui précède, le composé a été testé comme photocatalyseur pour le traitement des eaux usées. Cependant, l'application pratique et commerciale la plus importante du chromate d'argent est son utilisation dans les batteries Li-Ag2CrO4, un type de batterie au lithium principalement trouvé dans les dispositifs de pacemaker.
Comme pour tous les chromates, qui sont des espèces de chrome(VI), le composé présente un risque de toxicité, de cancérogénicité et de génotoxicité, ainsi qu'un grand danger pour l'environnement.

## Préparation
Le chromate d'argent est généralement produit par la réaction de métathèse saline (en) du chromate de potassium.
(K2CrO4) et du nitrate d'argent (AgNO3) dans l'eau purifiée – le chromate d'argent précipite hors du mélange réactionnel aqueux,, :
2 AgNO3(aq) + K2CrO4(aq) → 2 KNO3(aq) + Ag2CrO4(s)
Cela se produit car la solubilité du chromate d'argent est très faible (Ksp = 1.12×10−12 ou 6.5×10−5 mol/L).

## Structure et propriétés

### Structure cristalline
Le composé est polymorphe et peut présenter deux structures cristallines en fonction de la température : hexagonale à des températures élevées et orthorhombique à des températures plus basses. La phase hexagonale se transforme en orthorhombique lors du refroidissement en dessous de la température de transition de la structure cristalline T=482 °C.
Le polymorphe orthorhombique est le plus couramment rencontré et il cristallise dans le groupe d'espace Pnma, avec deux environnements de coordination distincts pour les ions argent (un bipyramidal tétragonal et l'autre tétraédrique déformé).

### Couleur
La couleur caractéristique rouge-brique/acajou (absorption λmax=450 nm) du chromate d'argent est plutôt différente des autres chromates qui ont généralement une apparence jaune à orange jaunâtre. Cette différence d'absorption a été hypothétisée comme étant due à la transition de transfert de charge (en) entre l'orbitale 4d de l'argent et les orbitales e* du chromate, bien que cela ne semble pas être le cas selon une analyse minutieuse des données spectroscopiques UV/Vis. Au lieu de cela, le décalage de λmax est plus probablement attribué à l'effet de scission de Davydov.

## Applications

### Argentométrie
La précipitation du chromate d'argent fortement coloré est utilisée pour indiquer le point d'équivalence dans la titration du chlorure avec nitrate d'argent dans la méthode de Mohr d'argentométrie. 

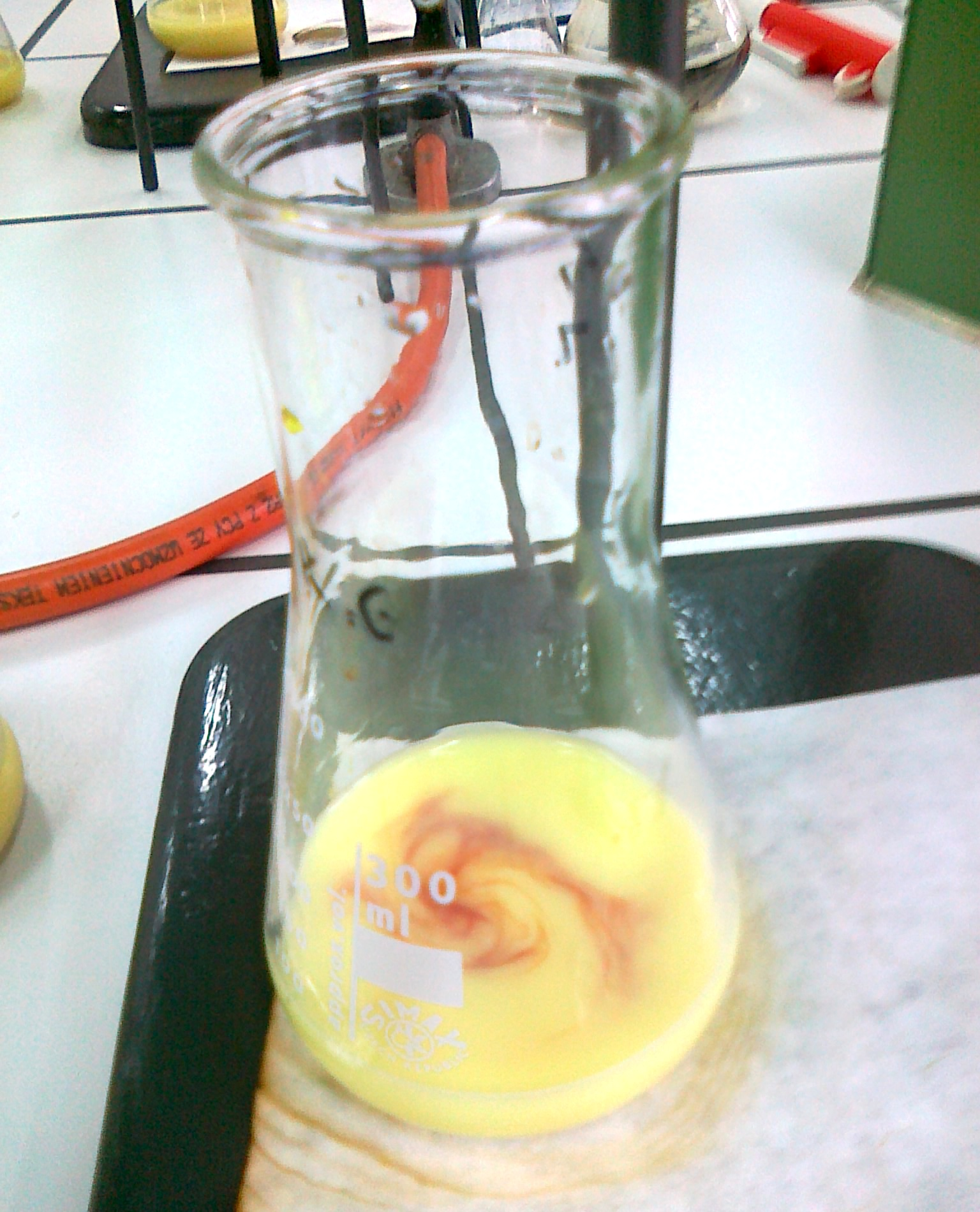
Exemple de titration argentométrique par la méthode de Mohr près du point final : notez la couleur rouge-brique caractéristique apparaissant en raison de la formation de chromate d'argent.

 La réactivité de l'anion chromate avec l'argent est inférieure à celle avec les halogénures (par exemple les chlorures) de sorte que dans un mélange des deux ions, seul le chlorure d'argent se forme en précipité :
AgNO3(aq) + Cl(aq)− + CrO4(aq)2− → AgCl(s) + CrO4(aq)2− + NO3(aq)−
Seulement quand il ne reste plus de chlorure (ou d'halogène quelconque), le chromate d'argent se forme et précipite.
Avant le point final, la solution a une apparence jaune citron laiteuse, due à la suspension du précipité de AgCl déjà formé et à la couleur jaune de l'ion chromate en solution. En approchant du point final, les ajouts de AgNO3 conduisent à une coloration rouge qui disparaît de plus en plus lentement. Quand la couleur rouge-brunâtre persiste (avec quelques taches grises de chlorure d'argent) le point final de la titration est atteint.
Cette méthode n'est appropriée que pour un pH proche de la neutralité : dans un pH très bas (acide), le chromate d'argent est soluble (en raison de la formation de H2CrO4), et dans un pH alcalin, l'argent précipite sous forme d'hydroxyde.
La titration a été introduite par Mohr au milieu du 19e siècle et malgré les limitations des conditions de pH, elle n'a pas complètement disparu de l'usage depuis. Un exemple d'application pratique de la méthode de Mohr est la détermination du niveau de chlorure dans les piscines d'eau salée.

### Méthode de Golgi
Une application très différente de la même réaction est pour la coloration des neurones afin que leur morphologie devienne visible sous un microscope. La technique implique d'abord d'impregner du tissu cérébral fixé par aldéhyde avec une solution de dichromate de potassium aqueuse à 2 %. Cela est suivi par un séchage et une immersion dans une solution de nitrate d'argent aqueuse à 2 %.
Par la même réaction que ci-dessus, le chromate d'argent se forme et, par un mécanisme pas entièrement compris, la précipitation se produit à l'intérieur de certains neurones, permettant une observation détaillée des détails morphologiques trop fins pour les techniques de coloration communes.
Plusieurs variations de la méthode existent pour augmenter le contraste ou la sélectivité dans le type de neurone coloré, et incluent une imprégnation supplémentaire dans une solution de chlorure de mercure (Golgi-Cox) ou un post-traitement avec du tétroxyde d'osmium (Cajal ou Golgi rapide).
Les observations auparavant irréalisables permises par la technique de coloration au chromate d'argent ont conduit à l'attribution éventuelle du Prix Nobel de physiologie ou médecine de 1906 au découvreur Golgi et au pionnier de son utilisation et de son amélioration Ramón y Cajal.

### Photocatalyseur
Le chromate d'argent a été étudié pour une utilisation possible comme catalyseur pour la dégradation photocatalytique des polluants organiques dans les eaux usées. Bien que les nanoparticules de Ag2CrO4 soient quelque peu efficaces à cette fin, la haute toxicité du chrome(VI) pour les humains et l'environnement exige des procédures supplémentaires complexes pour le confinement de tout chrome provenant du catalyseur, qui doit être empêché de lessiver dans les eaux usées traitées.

### Batteries au lithium
Les batteries Li-Ag2CrO4 sont un type de batteries Li-métal développées au début des années 1970 par Saft, dans lesquelles le chromate d'argent sert de cathode, le lithium métallique comme anode et une solution de perchlorate de lithium comme électrolyte.
La batterie était destinée à des applications biomédicales et avait des caractéristiques telles que la fiabilité élevée et la qualité de durée de vie en rayon pour l'époque de la découverte. Les batteries au lithium-chromate d'argent ont donc trouvé une large application dans les dispositifs implantés de pacemaker.